# Uadi Miliane
El uadi Miliane o uadi Méliane (en árabe : وادي مليان ) es un río que corre al noreste de Túnez y tiene una longitud de 160 kilómetros, que le convierte en el segundo río  más largo del país de agua pérenne del país después del Meyerda.

## Geografía
Nace en el macizo montañoso del Jbel Bargou,  a 1 280 metros, y desemboca en el golfo de Túnez entre las ciudades de Radès y de Ezzahra. Tiene una cuenca hidrográfica de  2283 km² en un medio relativamente húmedo (400 a 450 milímetros de precipitaciones anuales). Río arriba lleva el nombre de uadi Kebir y río abajo recibe las aguas  del uadi El Hamma. 
Su caudal es irregular, y puede alcanzar los 200 m³/s durante las riadas. Forma parte de los escasos cursos de agua de Túnez  con caudal   durante el verano, como lo recuerda el significado en  árabe, de miliane , « lleno ».
Se caracteriza por una fuerte carga aluvial evaluada en 25 gramos por litro, lo que significa 1,5 millones de toneladas de sedimentos acarreados cada año. Esto ha permitido fertilizar la llanura de Mornag (una rica región agrícola al sur de Túnez dedicada  a las cultivos de mercado y a la viticultura) pero también ha contribuido al cierre del lago de Túnez así como al nacimiento de un cordón dunar sobre el litoral entre Radès y Hammam Lif. El cauce  del río se ha desplazado a lo largo de los últimos siglos.